# Турчанинов Микола Степанович
Микола Степанович Турчани́нов (рос. Турчанинов Николай Степанович; 1796—1863) — російський ботанік. Голова губернського правління Єнісейської губернії. Член-кореспондент Імператорської Академії наук (1830). Професор ботаніки в Харківському університеті.

## Життєпис
Турчанінов Микола родом з с. Никитовка Бирючинського повіту (Воронізька губернія).
По закінченні Харківського університету (1814) працював у Петербурзі, з 1828 в Іркутську, з 1847 у Харкові, де опрацьовував свій гербарій (понад 50 000 аркушів), який зберігається в Інституті Ботаніки НАН України.

## Науковий доробок
Турчанинов описав понад 100 нових родів і понад 1 000 нових видів рослин з Російської Імперії, Східної Азії, Австралії, Південної Америки тощо.

## Вшанування пам'яті
На честь Турчанінова названі рід рослин Турчаніновієла (Turczaninoviella) (родини зонтичних) та  Турчаніновія (Turczaninovia ) (родини айстрових) (нині вважається синонімом роду Айстра (Aster)) та декілька видів. Серед них:
- Aconitum turczaninowii Vorosch.
- Alopecurus turczaninovii O.D.Nikif.
- Anoplocaryum turczaninowii Krasnob.
- Aquilegia turczaninowii Kamelin & Gubanov
- Astragalus turczaninowii Kar. & Kir.
- Carpinus turczaninowii Hance
- Connarus turczaninowii Triana & Planch.
- Delphinium turczaninowii N.Friesen
- Draba turczaninowii Pohle & N.Busch
- Erigeron turczaninowii Wedd.
- Euphorbia turczaninowii Kar. & Kir.
- Melica turczaninowiana Ohwi
- Oxytropis turczaninovii Jurtzev
- Phlojodicarpus turczaninovii Sipliv.
- Potentilla turczaninowiana Stschegl.
- Pulsatilla turczaninovii Krylov & Serg.
- Salix turczaninowii (Laksch.) Laksch. ex Printz
- Sisymbrium turczaninowii Sond.
- Tephroseris turczaninovii (DC.) Holub
- Thymus turczaninovii Serg.
- Valeriana turczaninovii Grubov
- Vitex turczaninowii Merr.